# Trichoglossus ornatus
El lori adornado (Trichoglossus ornatus) es una especie de ave monotípica de la familia de los loros. Es endémica de la isla Célebes e islas adyacentes (Indonesia). Sus hábitats naturales son los bosques tropicales o subtropicales húmedos de tierras bajas, y los bosques de manglares tropicales o subtropicales.